# 叶榭塘

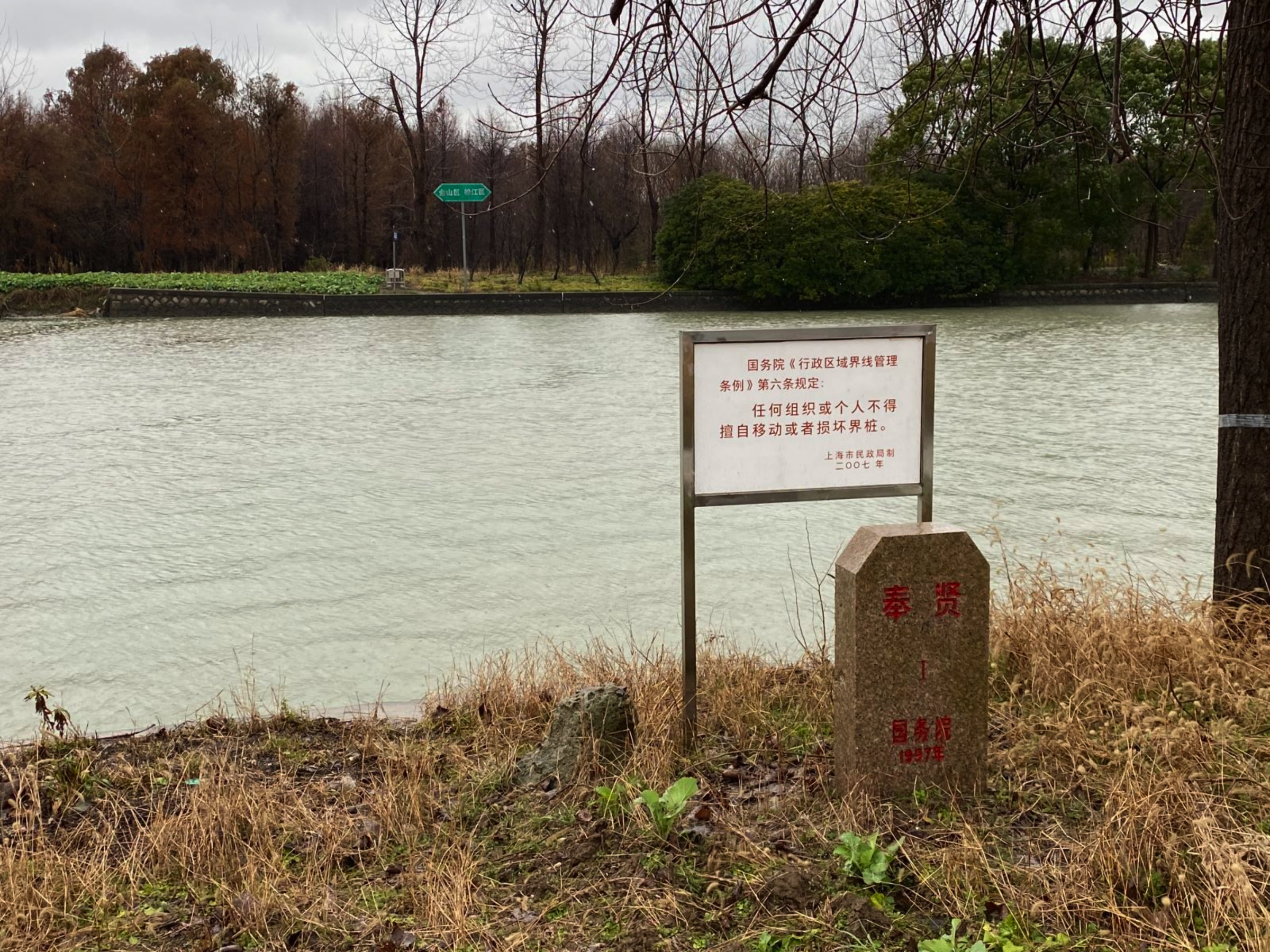
叶榭塘经过奉贤、松江、金山三区交界处

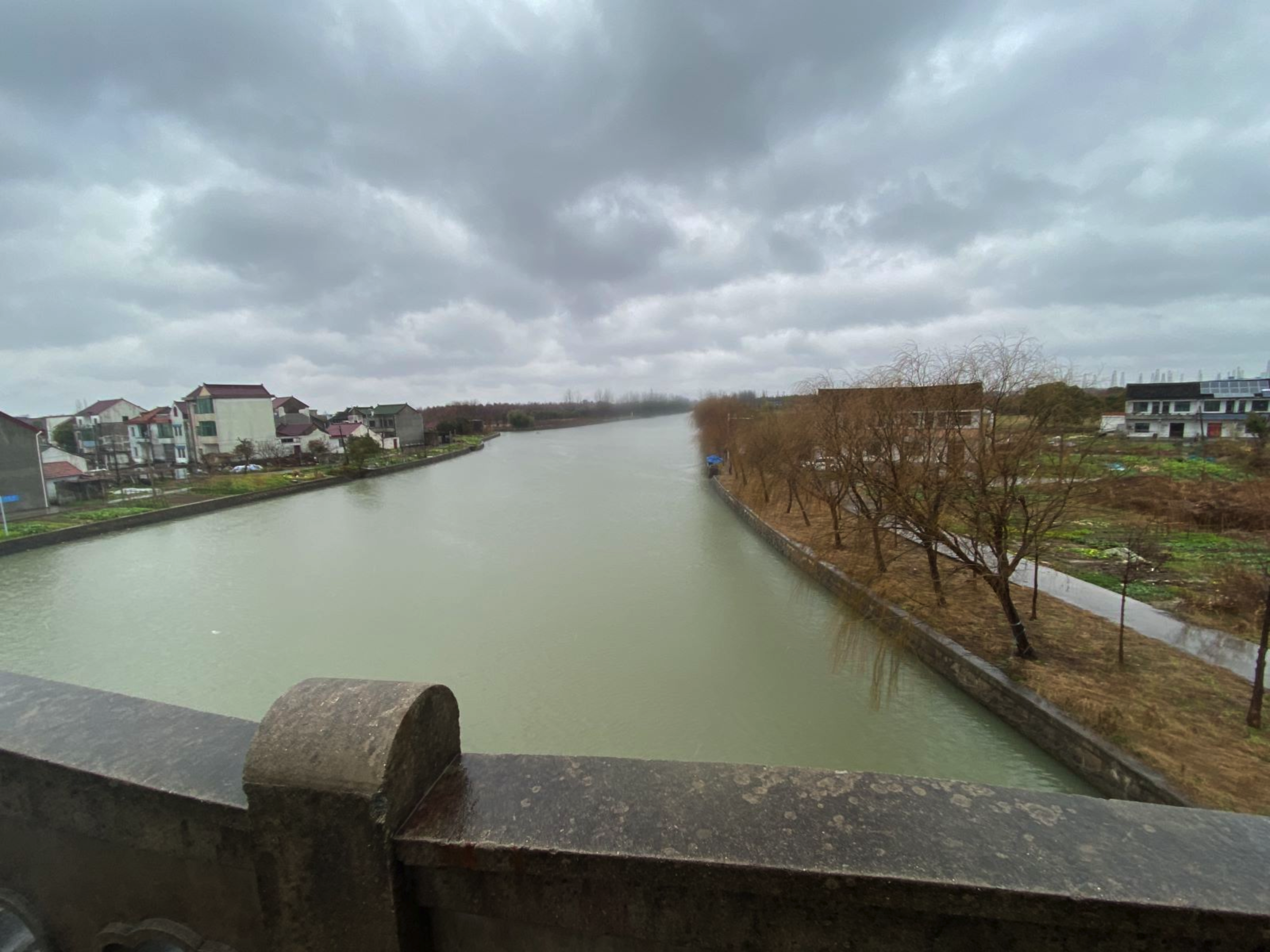
从桥上拍摄的叶榭塘

叶榭塘又名龍泉港，是中華人民共和國松江區和金山區的一條河流，為上海市市級河道，全長27.16千米，南起杭州灣，北至黃浦江。松江區境內名為叶榭塘，金山區境內名為龍泉港。該河流在清朝光緒年間已淤塞成小河。1977年，當局對該河流進行疏浚和拓寬。2001年至2003年，當局對叶榭塘-龍泉港進行整治。